# Tronchet (Comicautor)

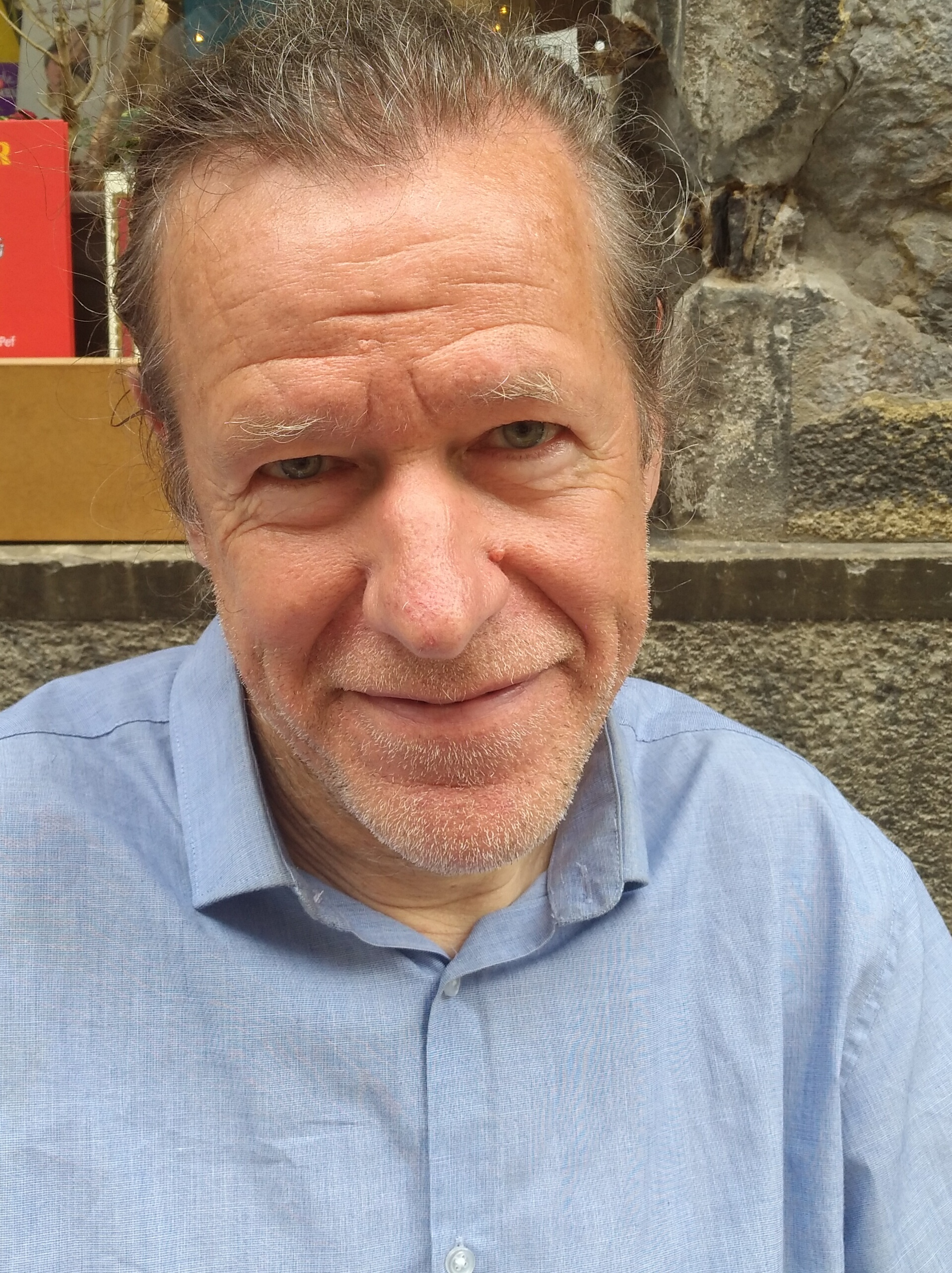
Tronchet (2021)

Didier Vasseur alias Tronchet (* 29. September 1958 in Béthune) ist ein französischer Comicautor.

## Leben und Wirken
Im Jahr 1980 schloss Tronchet die École supérieure de journalisme de Lille mit einem Diplom ab. 2007 bis 2011 lebte er in Ecuador. Tronchet schuf über die Jahre mehrere Serien, deren Figuren meist Karikaturen von beliebten Klischees sind. Schwarzer Humor und Zynismus sind häufige Stilelemente.
Einzelne Bände der Serien Raymond Cahlbutt und Jean-Claude Tergal wurden in Frankreich beim Festival International de la Bande Dessinée d’Angoulême 1993 und 1998 mit einem Alph-Art ausgezeichnet.

## Werke (Auswahl)
- Raoul Fulgurex, drei Bände; parodiert u. a. Tim und Struppi, auf Deutsch davon nur zwei erschienen.[1]
- Raymund Kahlbutt (orig. Raymond Cahlbutt), eine Auswahl aus den Bänden 0 bis 3 des Originals zunächst in der Zeitschrift U-Comix abgedruckt, später auch in einem Album gesammelt; Raymond Kahlbutt bricht Superheldenklischees an der Person eines Frührentners aus Tronchets Heimat Nord-Pas-de-Calais.
- Violetta (orig. Violine), fünf Bände, auf Deutsch davon „fünfeinhalb“ erschienen, da das letzte Album, das die Geschichte der vorangegangenen abschließt, zusätzlich Seiten eines in Frankreich nie veröffentlichten, da abgebrochenen, sechsten Albums beinhaltet.[2]